# Schokoladenfabrik Wendenstraße

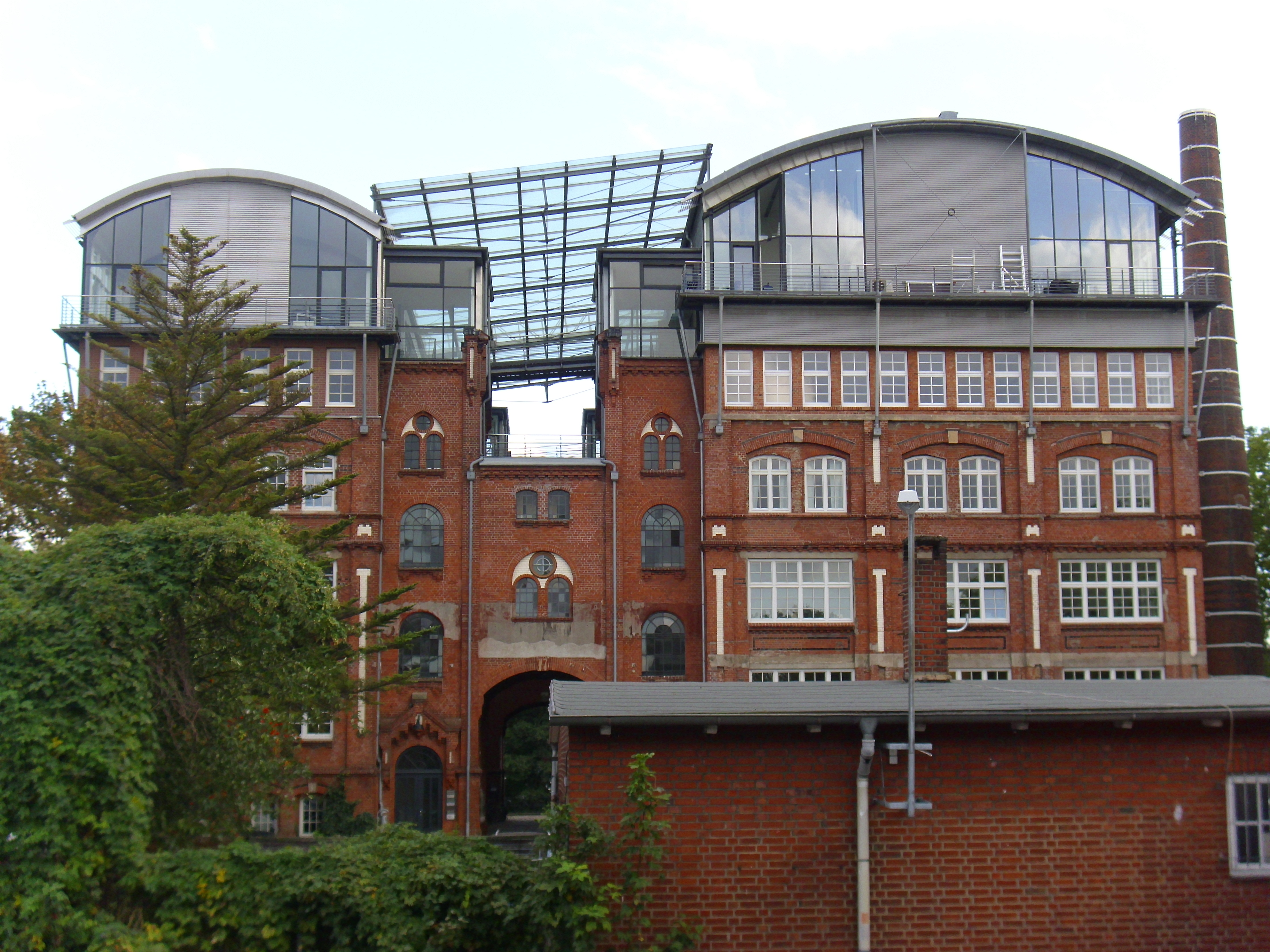
Front der Schokoladenfabrik mit Glasüberdachung des Innenhofs (Mitte) und freistehendem Schlot (rechts)

Die Schokoladenfabrik Wendenstraße ist eine ehemalige Fabrikanlage im Hamburger Stadtteil Hammerbrook, die seit der Produktionsaufgabe als Büro- und Wohnkomplex dient, aber ihren Namen behalten hat.

## Lage und Denkmalschutz
Die Anlage befindet sich in der Wendenstraße 130 im Quartier City Süd, am nördlichen Ufer des Südkanals. Sie ist seit 1994 ein Kulturdenkmal gemäß Hamburger Denkmalschutzgesetz (ID 29332). Zu dem geschützten Ensemble gehören die Fabrikanlage mit Kesselhaus, der Schlot des Kesselhauses, Fabrikations- und Lagergebäude sowie Freiflächen und eine Zufahrt mit historischem Pflaster.

## Geschichte

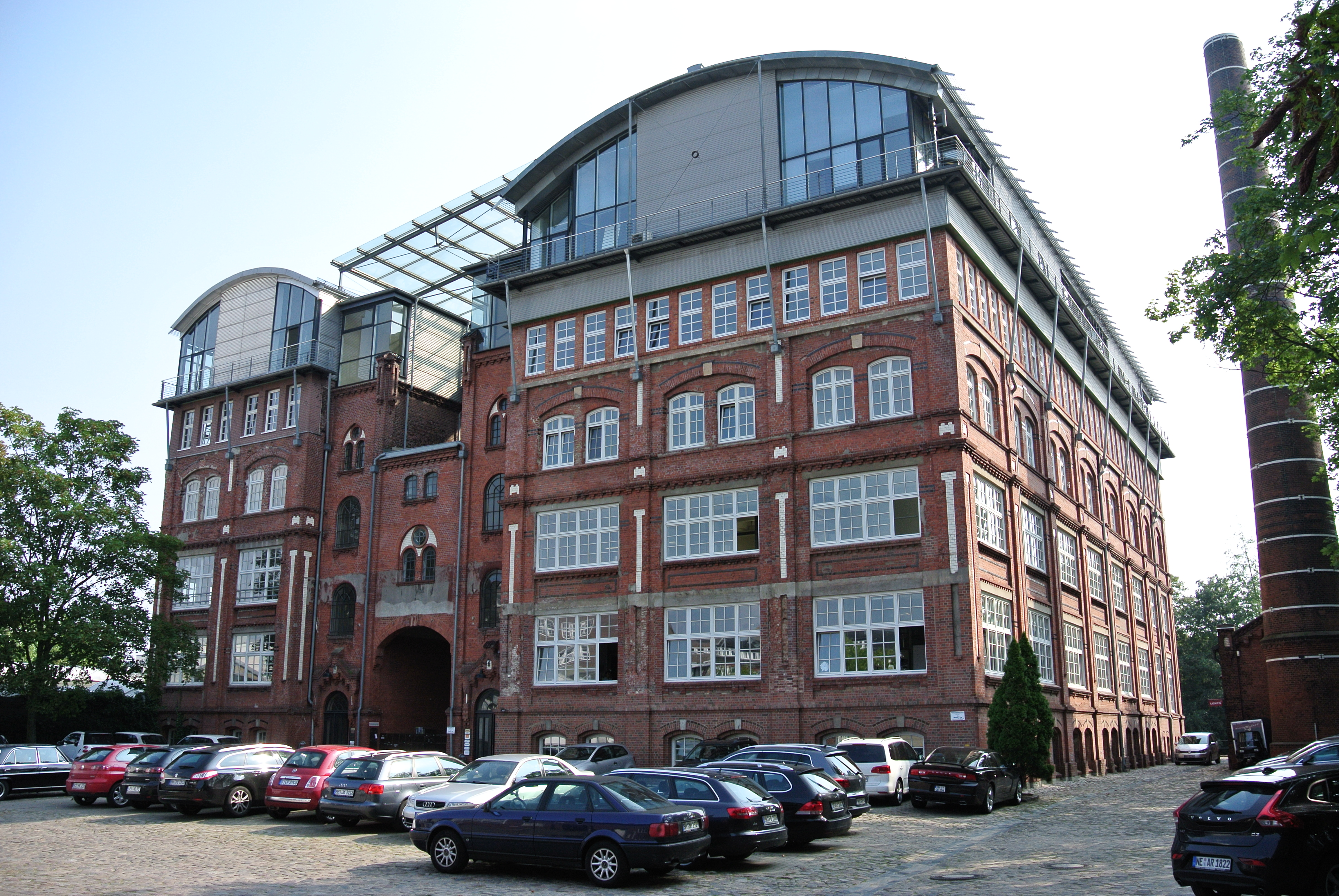
Front aus östlichem Blickwinkel

### Errichtung
Die 1831 gegründete Schokoladen-, Kakao- und Zuckerwarenfabrik Reese & Wichmann musste auf Grund des Durchbruchs der Mönckebergstraße 1908 ihren Produktionsstandort am Speersort 12/14 aufgeben. Stattdessen ließ das Unternehmen eine Fabrikanlage an der Wendenstraße bauen. Sie wurde von dem Architektur- und Ingenieurbüro Theodor Speckbötel entworfen.
Das Grundstück hatte 8925 m², wovon 3340 m² bebaut wurden. Es entstand ein repräsentativer Backsteinbau, dessen Gebäudeteile um einen Innenhof mit zwei Torwegen im Norden und im Süden gruppiert wurden. Der Ostflügel war ca. 47 × 9 Meter groß. Dort waren zwei Garderoben, der Kistenpackraum und die Expedition (Versand) vorhanden. Der Westflügel war mit ca. 40 × 16 Meter breiter und etwas kürzer. Er beherbergte unter anderem den Form- und Plättchenraum, den Schokoladenraum und den Maschinenraum. Auf der Rückseite des Westflügels zum Südkanal hin befand sich ein Windevorbau und ein Anleger, an dem Schuten mit Kakaosäcken entladen werden konnten. Westlich vom Hauptgebäude stand das ca. 18 × 6 Meter große Kesselhaus zuzüglich 5 Meter langem Kohlenraum sowie ein freistehender, verzierter Schornstein.
Die Fabrik wurde mit zu dieser Zeit modernen Geräten wie einer 300 P.S. starken Betriebsdampfmaschine, einer elektrischen Kraft- und Lichtanlage und einer Kältemaschine ausgestattet. Rund 300 Personen arbeiteten dort.

### Umbau und spätere gewerbliche Nutzung
Während des Zweiten Weltkriegs wurden das Dachgeschoss und der Giebel der Fabrikanlage zerstört. 1952 wurde das Dach erneuert und das vierte Geschoss des Hauptgebäudes neu aufgemauert.
Die C. H. L. Gartmann GmbH nutzte die reparierten Werkbauten bis in die 1990er Jahre als Schokoladenfabrik. Zuletzt hatte als Einzelnutzer dort der Brillenhersteller Hoya Lens Deutschland seinen Sitz.

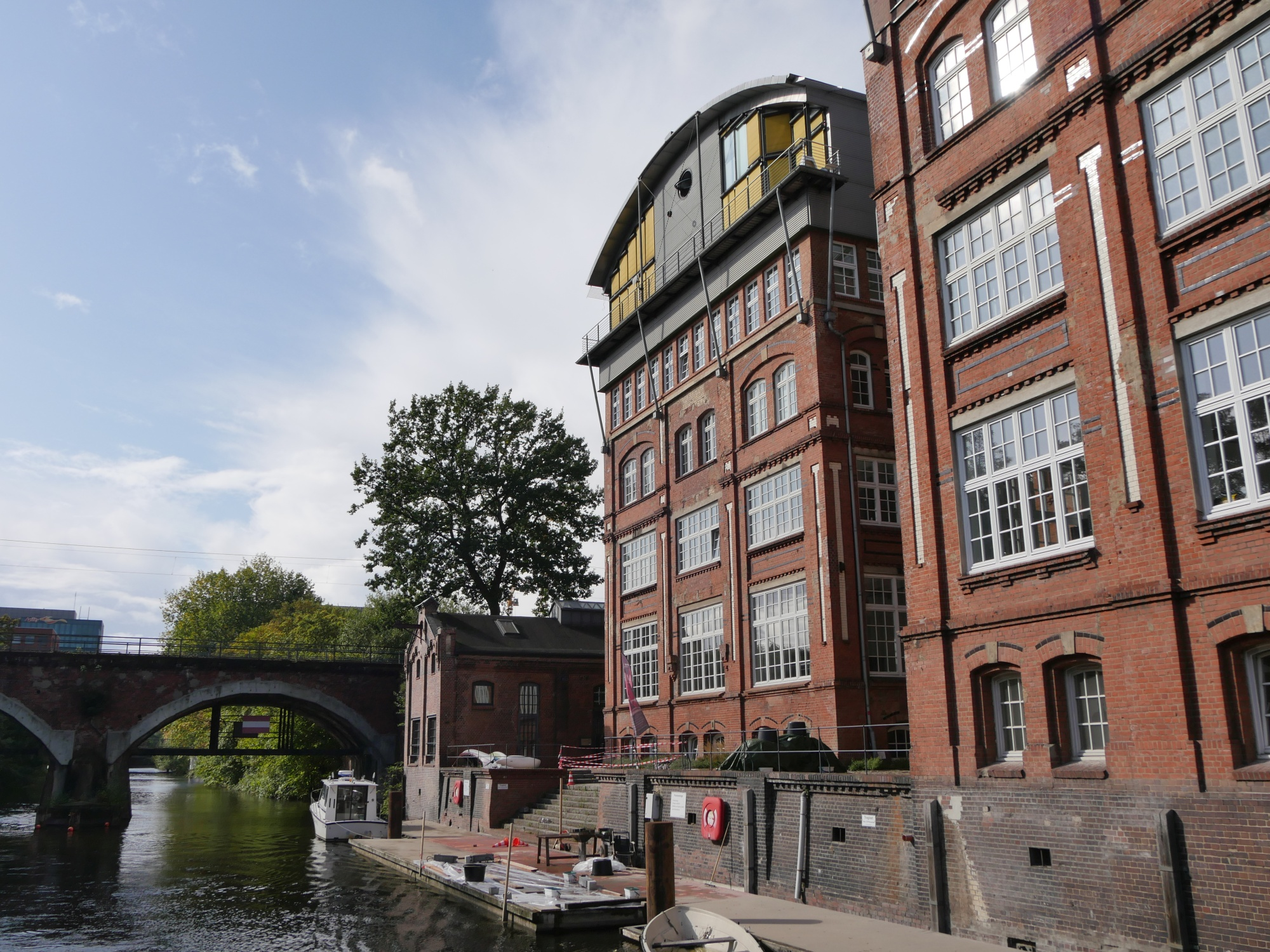
Rückseite der Schokoladenfabrik mit Anleger am Südkanal

### Umnutzung
Von 1994 bis 1997 wurde die ehemalige Fabrikanlage zu Gewerbelofts, Fotostudios und Wohnateliers umgebaut und um zwei Geschosse aufgestockt. Insgesamt erhöhte sich die Bruttogeschossfläche auf 7.750 m². Während die Fassade der unteren Etagen weitgehend erhalten blieb, wurde der Aufbau im modernen Stil mit einem Dach aus Aluminium-Wellblech, Glas und Stahl erbaut. Der Innenhof erhielt ein Glasdach und entlang des Südkanals wurden Treppenanlagen und Pontons errichtet. Das Architekturbüro v. Bismarck + Partner (Christian von Bismarck) hatte die Umnutzung geplant und umgesetzt. Dabei entstanden ca. 6000 m² Gewerbefläche und 734 m² Wohnfläche, die das Unternehmen Hollmann & Partner Vermögensverwaltung zur Miete anbietet. Die Immobilie wird weiterhin unter dem Namen Schokoladenfabrik geführt.